# Adalbert von Ladenberg
Adalbert von Ladenberg (Ansbach, 1798. február 18. – 1855. február 15.) porosz államférfi, Johann Philipp von Ladenberg fia.

## Élete
Előbb a porosz hadseregben szolgált, majd (1818) államhivatalba lépett és 1834-ben a trieri kormányzóság elnöke, 1839-ben a kultuszminisztériumban igazgató és államtanácsos lett. Miután már két ízben ideiglenesen megbízták a minisztérium vezetésével, 1848-ban a Brandenburg-kabinettel megkapta a tárcát is, melyet 1850. december 19-én visszaadott, amikor az olmützi pontokat elfogadták. Ezután a legfelsőbb számvevőszék elnöke volt haláláig.

## Munkái
- Übersicht der französischen und preußischen Hypothekenverfassung (Köln, 1829)
- Preußens gerichtliches Verfahren in Zivil- und Kriminalsachen (Köln, 1842)